# Helmina von Chézy
Pour les articles homonymes, voir Chézy.
Wilhelmine Christiane von Chézy, née Klenke et aussi connue sous le nom de von Hastfer (* 26 janvier 1783 à Berlin ; † 28 janvier 1856 à Genève) est une écrivaine, poétesse et journaliste allemande.

## Vie
Helmina von Chézy est la fille de l’officier Friedrich Carl von Klencke (1760-1826) et de l’écrivain Caroline Luise von Klencke, née Karsch (1750-1802) qui se séparent juste avant sa naissance et divorcent peu après. En 1804, elle prend pour la première fois contact avec son père qui répond à une annonce de recherche. Ils poursuivent une correspondance, mais ne se rencontrent jamais. 
C'est dans la maison de sa grand-mère Anna Louisa Karsch (1722-1791), poète célèbre en son temps, qu'elle est éduquée et reçoit l'enseignement de Ludwig von Voß (de) et du peintre Daniel Chodowiecki (1726-1801).
Très tôt, Caroline von Klenke introduit la jeune fille dans ses réseaux et la met en contact avec, entre autres, Anton Friedrich Büsching (1724-1793), les éditeurs Johann Friedrich (1753-1804) et Friederike Helene Unger (1741-1813), le compositeur Johann Friedrich Reichardt (1752-1814), Friedrich Magnus von Bassewitz (1773-1858) et en particulier l’écrivain Jean Paul (1763-1825). En août 1799, Helmina épouse l’officier prussien Carl Gustav von Hastfer dont elle divorce dès mai 1801. 
Elle répond à une invitation de Madame de Genlis (Félicité de Genlis, 1746-1830) et s’installe chez elle à Versailles en 1801.
En 1802, elle commence à publier, encore sous le nom d'Helmina von Hastfer, des textes dans des journaux allemands, notamment dans le Berlinisches Archiv der Zeit und ihres Geschmacks (« Archives berlinoises de l'époque et de son goût ») et Eunomia. Eine Zeitschrift des neunzehnten Jahrhunderts, von einer Gesellschaft von Gelehrten (« Eunomia [ou bien : L'Équité, ou encore : L'Ordre bien réglé]. Une revue du XIXe siècle, par une société de savants ») sur des sujets non politiques : de mœurs, mode, etc.
La relation avec Félicité de Genlis se dégrade et Helmina déménage. Elle séjourne alors brièvement chez l’écrivain et historien François-Louis d'Escherny (1733-1815) à Versailles, puis chez le libraire W. L. Hinrichs à Paris. 
Le philologue Johann Gottfried Schweighäuser (1776-1844) lui propose en janvier 1803 l'assurance de la rédaction du journal Französische Miscellen (« Mélanges français »), édité par Johann Friedrich Cotta (1764-1832), qui suit le concept des Englische Miscellen (« Mélanges anglais ») et Italienische Miscellen (« Mélanges italiens ») déjà établi, et qui propose une grande variété de sujets culturels visant à donner aux Allemands un aperçu des développements culturels à l’étranger. 
C'est également grâce à Schweighäuser qu'Helmina rencontre Dorothea Veit (1764-1839) et Friedrich Schlegel (1772-1829), le futur mari de cette dernière. En été 1804, elle emménage avec les Schlegel, l’indologue Alexander Hamilton (1757-1804), le philologue Gottfried Ernst Hagemann et les collectionneurs d'art Sulpiz Boisserée (1783-1854) et Melchior Boisserée (1786-1851), ainsi que Johann Baptist Bertram (1776-1841) à Montmartre. Elle assiste aux cours que Schlegel donne à Paris et qu'elle traduit en français avec Adelbert von Chamisso (1781-1838). Elle a une brève liaison avec Chamisso, qui donne son prénom (« Mina », diminutif de « Helmina ») à l'héroïne de son Peter Schlemihl (1814). Elle collabore également à la célèbre revue Europa de F. Schlegel. C'est d'ailleurs grâce aux Schlegel qu’elle fait la connaissance d'Achim von Arnim (1781-1831).
Ses contacts et amitiés à Paris sont nombreux : entre autres Juliette Recamier (1777-1849), Fanny de Beauharnais (1738-1813), Dominique Vivant Denon (1747-1825) à qui elle dédie son livre Leben und Kunst in Paris seit Napoléon I. (« La Vie et les Arts à Paris depuis Napoléon Ier »).
En 1805 paraît à Weimar le premier tome de Leben und Kunst in Paris seit Napoléon I. (« La vie et l'art à Paris depuis Napoléon 1er ») chez l'éditeur Friedrich Justin Bertuch (1747-1822), suivi en 1807 d’un deuxième tome. Ce livre propose des récits de visites d'une multitude de lieux culturels, de collections publiques et privées, de musées, de châteaux impériaux, de l'exposition industrielle de 1806, ainsi que des anecdotes, des lettres et des poèmes. Elle y ajoute par ailleurs toute une partie sur la philologie orientale naissante. Les deux tomes semblent avoir été confisqués par les autorités françaises.
Au début de l'année 1806, Helmina épouse l’orientaliste Antoine-Léonard de Chézy (1773-1832) et dès mars naît leur premier fils Wilhelm Theodor (mort en 1865).
En septembre 1810, Chézy quitte Paris et s’établit sans son mari à Heidelberg, puis à Francfort-sur-le-Main, Aschaffenburg et Berlin où elle fait la connaissance de l’écrivain et compositeur E.T.A. Hoffmann (1776-1822). Elle publie en 1812 une description de la collection de peintures des frères Boissérée.
Chézy rédige la pièce Emma und Eginhard et continue d'écrire sur l'art et d'autres sujets pour des périodiques tels que Der Freimüthige (« L'audacieux », « L'Esprit libre »), Gesellschafter (« Partenaires », « Membres d'une association ») et Die Musen (« Les Muses ») de Wilhelm Neumann (1781–1834) et l’ami de Chézy Friedrich de La Motte-Fouqué (1777-1843).
Pendant les guerres de libération anti-napoléoniennes, Chézy soigne les blessés en Belgique et en Rhénanie. Elle poursuit son engagement même après la guerre et fait don de l'argent gagné en publiant ses Neue auserlesene Schriften (« Nouveaux écrits choisis ») pour l’approvisionnement des blessés et des invalides. Sa critique publique de l'état des hôpitaux militaires lui vaut un procès en diffamation à Cologne et à Berlin, qui donne finalement lieu à un acquittement grâce au soutien d’E. T. A. Hoffmann.
En 1817 parait son œuvre Emmas Prüfungen (« Les examens d'Emma ») dont le poète et écrivain Ludwig Tieck (1773-1853) fait l'éloge. Elle devient Membre du « Dresdner Liederkreis » (« Cercle de lieder de Dresde ») et écrit le livret pour l'Euryanthe de Carl Maria von Weber (1786-1826). Quelques-uns de ses poèmes sont mis en musique par Franz Schubert qui compose également la musique de scène de son drame Rosamunde. L'année suivante, Chézy entame une correspondance avec l’écrivain Therese Huber (1764-1829).
En 1820 échoue le projet de l'édition d’un périodique pour femmes lancé par Chézy et Fanny Tarnow (1779-1862) : Iduna. Schriften deutscher Frauen, gewidmet den Frauen.
En 1822 paraissent les Erzählungen und Novellen (« Récits et nouvelles »).
Après un voyage en Autriche, Chézy commence en 1826 à s’engager pour la population indigente du Salzkammergut (région autrichienne très pauvre à cette époque), mais ses textes critiques sont censurés.
Après la mort de son mari, dont elle n’a jamais divorcé, Chézy bénéficie d'une pension de veuve, à laquelle s'ajoute plus tard un salaire octroyé par le roi Frédéric-Guillaume IV de Prusse.
Devenue presque aveugle, Chézy dicte en 1853 ses mémoires à Bertha Christiane Borngräber. Elles paraissent à titre posthume en 1858 sous le titre Unvergessenes Denkwürdigkeiten aus dem Leben von Helmina von Chézy. Von ihr selbst erzählt (« Souvenirs inoubliables, tirés de la vie d'Helmina von Chézy. Racontés par elle-même »).

## Œuvre (sélection)
- Geschichte der tugendsamen Euryanthe von Savoyen. Leipzig 1804.
- Leben und Kunst in Paris seit Napoleon dem Ersten. 2 tomes, Weimar 1805/1807

[nouvelle édition raisonnée éd. par Bénédicte Savoy. Berlin 2009]
- Erinnerungen aus meinem Leben. Von der Herausgeberin Berlin 1817 niedergeschrieben. Dans: Helmina von Chezy (éd.) : Aurikeln. Eine Blumengabe von deutschen Händen, Berlin 1818
- Erzählungen und Novellen. 2 tomes, Leipzig 1822
- Rosamunde. Drama in fünf Akten. Tutzing 1996
- Emmas Prüfungen. Heidelberg 1827
- Herzenstöne auf Pilgerwegen. Sulzbach 1833
- Unvergessenes. Denkwürdigkeiten aus dem Leben von Helmina von Chézy. Von ihr selbst erzählt. Leipzig 1858